# Eurodryas celina
Eurodryas celina är en fjärilsart som beskrevs av Krzywicki 1967. Eurodryas celina ingår i släktet Eurodryas och familjen praktfjärilar. Inga underarter finns listade i Catalogue of Life.